# بيتر هامل
بيتر هامل (بالإنجليزية: Peter Joseph Andrew Hammill) (و. 1948  م) هو ملحن، ومغني، وعازف قيثارة، وكاتب أغاني، ومنتج أسطوانات، وموسيقي بريطاني، يستخدم آلات جيتار كهربائي.

## التعليم
تعلم في جامعة مانشستر.

## روابط خارجية
- بيتر هامل على موقع IMDb (الإنجليزية)
- بيتر هامل على موقع ميوزك برينز (الإنجليزية)
- بيتر هامل على موقع أول ميوزيك (الإنجليزية)
- بيتر هامل على موقع ديسكوغز (الإنجليزية)
- بيتر هامل على موقع قاعدة بيانات الفيلم (الإنجليزية)